# Université libre de Tunis
L'université libre de Tunis (ULT) est une université privée fondée en 1973 à Tunis (Tunisie) par Mohamed Bouebdelli.
Constituant un campus composé de plusieurs bâtiments, dont une médiathèque et une trentaine de laboratoires, elle est l'établissement du groupe Bouebdelli consacré à l'enseignement supérieur.

## Historique
Première université privée fondée en Tunisie, elle est officiellement reconnue par l'État en obtenant un statut en 2000.
En 2009, elle est placée sous tutelle de l'État pour une durée initiale de trois ans, empêchant alors de recruter de nouveaux étudiants. En janvier 2010, la suspension de ses activités est notifiée à son président, Mohamed Bouebdelli, par le ministère de l'Enseignement supérieur en raison de nombre de « carences et irrégularités d'ordre administratif et pédagogique » ; aucune nouvelle inscription n'est autorisée mais les cursus en cours peuvent être achevés. Bouebdelli accuse alors les autorités de « décision politique ». En effet, ceci survient après qu'il a écrit un livre critique à l'encontre du président tunisien Zine el-Abidine Ben Ali, intitulé Le jour où j'ai réalisé que la Tunisie n'est plus un pays démocratique.
Le 25 janvier 2011, Medhi Bouebdelli réintègre son poste de directeur onze jours après la révolution tunisienne.
Le 21 mai 2014, un nouveau bâtiment est inauguré.

## Organisation
L'université se subdivise en six facultés et écoles :
- Faculté de droit et d'économie ;
- Faculté de lettres, des arts et des sciences humaines ;
- Institut polytechnique IP2 ;
- École d'architecture et de design ;
- École internationale de langues ;
- École de business.

Les filières principales sont les suivantes :	
- Licences fondamentales en gestion et droit ;
- Licences techniques (licences appliquées) avec une dizaine de spécialités ;
- Masters professionnels en marketing, finance, comptabilité, audit et droit ;
- Cycles préparatoires en vue de poursuivre un cursus dans une école d'ingénieurs ;
- Cycle d'ingénieur dans l'école Polytech avec une dizaine de spécialités.

## Réseau
Elle est membre de l'Association arabe des universités et de l'Association internationale des universités et est accréditée auprès de l'Organisation islamique des sciences, de l'éducation.